# 松平定信
松平定信（日语：／ Matsudaira Sadanobu，1759年1月15日—1829年6月14日），日本江户时代的政治人物之一，大名。他是御三卿之一的田安德川家初代當主德川宗武之子，德川吉宗（德川幕府第八代將軍）之孫。
安永4年（1775年），成為陸奧白河藩第2代藩主松平定邦的養子，並在天明3年（1783年）繼任為白河藩第3代藩主。
江戶時代主政时期曾推行宽政改革，试图颁布若干法令，主要以儉約為主，試圖缓和社会矛盾，巩固统治秩序。惜未成功。